# Posten Norge
Posten Norge (en español: Correo Noruego) es el nombre del servicio postal de Noruega. La empresa, propiedad del Ministerio de Transportes y Comunicaciones de Noruega, tenía el monopolio hasta 2016 de la distribución de cartas de menos de 50 g en todo el país. Hay 30 oficinas de correos en Noruega, además de 1400 puntos de venta en tiendas minoristas.

## Historia

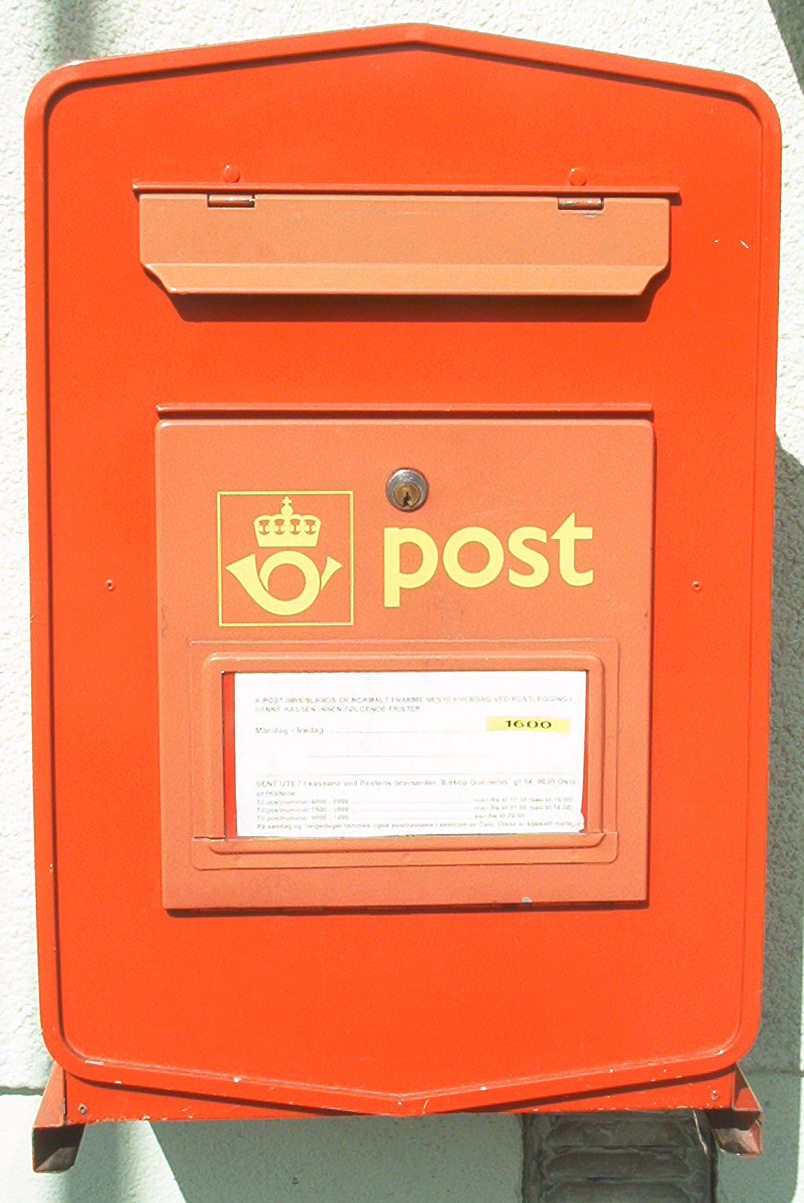
Buzón de Posten.

Posten fue fundado en enero de 1647 como Postvesenet ("el sistema postal") por el director general de correos Henrik Morian. Se estableció como una empresa privada, y el rey Cristián IV dio su bendición a la fundación de la empresa. Postvesenet fue administrado de forma privada hasta 1719, cuando el Estado asumió el control. A partir de ese momento, el servicio postal nacional fue un monopolio estatal. Los servicios postales locales de las ciudades siguieron siendo privados, pero en 1888 se introdujo una nueva ley postal que amplió el monopolio a todo el país.
En 1933, Postvesenet pasó a llamarse Postverket. En 1996, Posten Norge BA se estableció como una empresa estatal en la que el estado noruego tenía responsabilidad limitada. En 2002, Posten cambió su estructura corporativa a la de una sociedad anónima, para preparar a la empresa para la esperada desregulación del mercado postal noruego. Posten Norge AS sigue siendo propiedad total del estado noruego y el gobierno pospuso el proceso de liberalización hasta 2011.
El servicio postal se divide en cuatro divisiones: Correos, Logística, Red de Distribución y ErgoGroup AS, esta última especializada en servicios electrónicos y outsourcing. ErgoGroup se fusionó con EDB para formar Evry ASA, que Posten ahora posee conjuntamente con la multinacional noruega de telecomunicaciones Telenor ASA.

### Expansión
En 2002, Posten adquirió el 57 % de las acciones de una empresa postal sueca privada, CityMail, y adquirió el 43 % restante en el primer trimestre de 2006. Posten también posee, o posee parcialmente, Nor-Cargo, Frigoscandia, Pan Nordic Logistics, Scanex B.V. y Nettlast Hadeland, muchas de las cuales tienen sus propias filiales.